# Мохмади, Алиреза
Алиреза Азизхун Мохаммади Пиани (перс. علیرضا مهمدی‎; 1 января 2002, Изе, Хузестан, Иран) — иранский борец греко-римского стиля, серебряный призёр Олимпийских игр 2024 года.

## Карьера
В августе 2022 года в Софии, победив в финале Ачико Болквадзе из Грузии, стал победителем Первенства мира среди юниоров. В апреле 2023 года на чемпионате Азии в Астане, одолев в схватке за 3 место Рохита Дахию из Индии, стал бронзовым призёром. В сентябре 2023 года в Белграде на чемпионате мира дошёл до финала, где уступил азербайджанцу Рафику Гусейнову, став обладателем серебряной медали. 21 апреля 2024 года в Бишкеке на азиатском квалификационном турнире добыл лицензию на Олимпийские игры в Париже.

## Достижения
- Первенство Азии по борьбе среди юниоров 2022 — ;
- Первенство мира по борьбе среди юниоров 2022 — ;
- Чемпионат Азии по борьбе 2023 — ;
- Чемпионат мира по борьбе 2023 — ;